# Sven Klimbacher
Sven Klimbacher (* 12. September 1981 in Sankt Veit an der Glan) ist ein österreichischer Eishockeyspieler, der zuletzt bei den EC Graz 99ers in der EBEL auf der Position des Verteidigers spielte.

## Karriere
Seine ersten Erfahrungen nach der Jugend sammelte Klimbacher bei der U18-B-Weltmeisterschaft 1999 für die österreichische Nationalmannschaft, beim EC VSV und beim Team Telekom Austria in der Saison 1999/00. In den Jahren 2000 und 2001 war Klimbacher erneut Mitglied der Junioren-Nationalmannschaft.

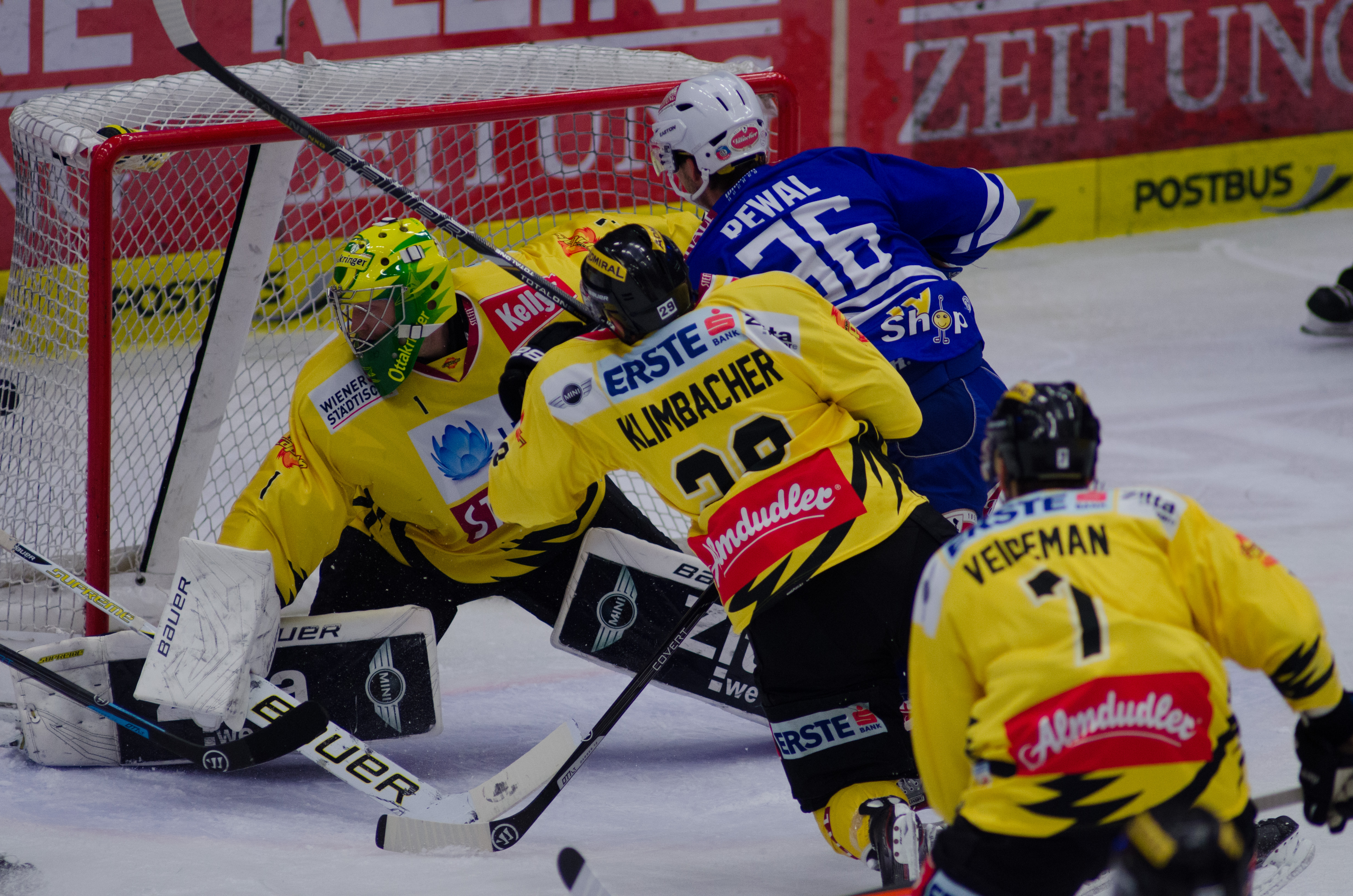
Sven Klimbacher (Bildmitte) im Trikot der Vienna Capitals

Zur Saison 2000/01 kehrte er zum EC Heraklith SV Villach zurück, bevor er zu den Black Wings Linz wechselte, bei denen er bis zur Saison 2003/04 spielte und auch den Meistertitel gewann. 2004 und 2005 hatte Klimbacher seine ersten Einsätze bei einer Seniorenweltmeisterschaft für die Nationalmannschaft der Senioren. Von Beginn der Saison 2004/05 bis Ende der Saison 2007/08 war er für den HC Innsbruck aktiv und ab der Saison 2008/09 spielte er für den EC Graz 99ers.
Zur Saison 2012/13 wechselte Klimbacher zu den Vienna Capitals und blieb dort bis 2016, ehe er im Sommer 2016 einen Einjahresvertrag bei den Graz 99ers unterzeichnete.

## Karrierestatistik
(Legende zur Spielerstatistik: Sp oder GP = absolvierte Spiele; T oder G = erzielte Tore; V oder A = erzielte Assists; Pkt oder Pts = erzielte Scorerpunkte; SM oder PIM = erhaltene Strafminuten; +/− = Plus/Minus-Bilanz; PP = erzielte Überzahltore; SH = erzielte Unterzahltore; GW = erzielte Siegtore; 1 Play-downs/Relegation; Kursiv: Statistik nicht vollständig)